# 求戀期
《求戀期》（英語：Cause We Are So Young）是1997年7月10日上映的一部香港愛情喜劇電影，由谷德昭執導，古巨基、蘇志威、雷頌德、黎姿、張燊悅及張沅薇主演，電影講述三個男生在1990年代的戀愛態度。本片榮獲第17屆香港電影金像獎最佳原創電影歌曲。

## 故事大綱
歐家全（古巨基 飾）、梁才信（蘇志威 飾）、雷允尚（雷頌德 飾）三人是情如手足的死黨兼同屋住，各有不同性格，在愛情上各有不同遭遇。

## 角色
| 演員   | 角色         | 備註                     |
| 古巨基 | 歐家全       | 喜歡Amy                  |
| 蘇志威 | 梁才信       | 歐家全的好友，Mimi之男友 |
| 雷頌德 | 雷允尚／Paul | 歐家全的好友，情場聖手   |
| 黎姿   | Mimi         | 才之女友                 |
| 張燊悅 | 蓉蓉／Nicola |                          |
| 張沅薇 | Amy Cheung   | 秘書，喜歡Paul           |
| 周海媚 | 陳太         | (客串)                   |
| 劉德華 | 餐廳客人     | (友情客串)               |

## 電影歌曲

### 主題曲
| 歌名         | 演唱者 | 作曲   | 填詞   | 編曲   |
| 〈歡樂今宵〉 | 古巨基 | 黃丹儀 | 黃偉文 | 黃丹儀 |

## 花絮
- 雷頌德與張燊悅因拍攝本片結下緣份，拍拖七年後分手[7]。

## 獎項
| 年份 | 頒獎典禮             | 獎項             | 名字                                                | 結果 |
| ---- | -------------------- | ---------------- | --------------------------------------------------- | ---- |
| 1998 | 第17屆香港電影金像獎 | 最佳新演員       | 張燊悅                                              | 提名 |
| 1998 | 第17屆香港電影金像獎 | 最佳原創電影歌曲 | 〈歡樂今宵〉 主唱：古巨基 作曲：黃丹儀 填詞：黃偉文 | 獲獎 |

## 外部連結
- 香港影庫上《求戀期》的資料（繁體中文）
- 開眼電影網上《求戀期》的資料（繁體中文）
- 时光网上《求戀期》的資料（简体中文）
- 豆瓣电影上《求戀期》的資料 （简体中文）
- 互联网电影数据库（IMDb）上《求戀期》的资料（英文）